# Cima d’Asta
Die Cima d’Asta ist mit 2847 m s.l.m. der höchste Berg des gleichnamigen Massivs der Fleimstaler Alpen. Sie liegt nordöstlich von Borgo Valsugana. Unterhalb des Gipfels befindet sich der Lago di Cima d’Asta und das Rifugio Cima d’Asta – Ottone Brentari.